# میشل چن
میشل چن (انگلیسی: Michelle Chen؛ زادهٔ ۳۱ مهٔ ۱۹۸۳) بازیگر و خواننده اهل تایوان است. او دارای مدرک کارشناسی علوم در رشتۀ مدیریت بازرگانی از دانشگاه کالیفرنیای جنوبی است.
از فیلم‌ها یا مجموعه‌های تلویزیونی که وی در آن‌ها نقش داشته است، می‌توان به علائم خشم اشاره نمود.